# Giovanni Ghizzolo
Giovanni Ghizzolo O.F.M.Conv. (Brescia, 1580 circa – Novara, primavera del 1625) è stato un francescano, compositore, organista e tenore italiano.

## Biografia
Frate minore conventuale, fu attivo a Novara nel 1607 e a Milano nel 1610. Dal 1612 al 1615 fu maestro di cappella del principe Siro da Correggio e dal 1618 del Duomo di Ravenna durante l'episcopato del cardinale Pietro Aldobrandini. Nel 1622, sempre con l'incarico di maestro di cappella, fu presente a Padova e nel 1623 a Novara.
Compose soprattutto musica sacra: diede alle stampe tre libri di madrigali.